# Laurence Dale
Laurence Dale est un ténor, metteur en scène, directeur artistique de festival et chef d'orchestre britannique, né le 10 septembre 1957.

## Biographie
Laurence Dale a étudié le chant à la Guildhall School of Music and Drama de Londres avec Rudolf Piernay ainsi qu'au Mozarteum de Salzbourg. Il a été formé auprès de Ernst Haefliger, Sir Peter Pears, Seth Riggs. Il fait ses débuts à l'Opéra de Covent Garden en 1980, à l'âge de 22 ans.
Il a travaillé avec Sir Colin Davis, Richard Miller, Peter Brook, Patrice Chereau, Nikolaus Harnoncourt, Herbert Wernicke, Antonio Pappano, Peter Stein, Sir Charles Mackerras, Giorgio Strehler, John Eliot Gardiner, Pierre Boulez, Sylvain Cambreling, Christian Thielemann, Daniel Barenboim, Marius Constant, Michel Plasson, Claudio Scimone, Kent Nagano, Georges Prêtre.
Parmi de nombreux rôles mozartiens, ainsi que ceux tenus dans le répertoire baroque et romantique, on peut retenir celui de Tamino, ouvrant l'année Mozart en 1991. Il a tenu ce rôle régulièrement au Staatsoper de Vienne, à l'Opéra de Berlin, à l'Opéra Bastille de Paris puis à travers le monde. Il a enregistré la Messe de Saint Cécile avec Barbara Hendricks et Jean-Philippe Lafont, sous la direction de Georges Prêtre, puis la Messe en Ut mineur de Mozart avec Franz Welser-Möst, ainsi que le rôle de Gustave III d'Auber, et de celui de Joseph en Égypte de Méhul. En 1992, il a créé le rôle-titre dans Rodrigue et Chimène de Claude Debussy au Nouvel Opéra de Lyon, enregistré pour Erato sous la direction de Kent Nagano. Faisant suite aux représentations de L'Orfeo de Monteverdi lors des productions de Herbert Wernicke en 1993 du Festival de Salzbourg, Laurence Dale en a enregistré le rôle-titre pour Harmonia Mundi sous la direction de René Jacobs. Il a réalisé un enregistrement de musique française du XIXe siècle publié pour « Le Chant du Monde ».
Il a partagé la scène avec des artistes tels que Placido Domingo, Gwyneth Jones, Jon Vickers, Cecilia Bartoli, Catherine Malfitano, Eva Marton, Yvonne Minton, Robert Tear, Ghena Dimitrova, Kiri Te Kanawa, Ferruccio Furlanetto, Edita Gruberova, Janet Baker, Thomas Allen, Cecilia Gasdia, Ben Heppner, Luciana Serra, John Tomlinson, Sumi Jo, Eva Johansson, Margaret Price, Margarita Zimmermann, June Anderson, Dame Felicity Lott, Ann Murray, Barbara Bonney, Jennifer Larmore, José van Dam, Geoffrey Parsons, et en récital avec les pianistes Malcolm Martineau, François Weigel.
Il devient en 2001 directeur artistique de l'Opéra de Metz. Il y met en scène Turn of the Screw de Benjamin Britten, Powder Her Face de Thomas Adès, le Pays du Sourire de Franz Lehar, Les Huguenots de Giacomo Meyerbeer, Gustave III de Daniel-François-Esprit Auber, dont il avait interprété le rôle-titre en la première moderne au Théâtre Impérial de Compiègne en 1991, et la première française en version originale d'Un Bal masqué de Giuseppe Verdi.
En 2008 il met en scène en Afrique du Sud Aida de Giuseppe Verdi pour Opera Africa, Zar und Zimmermann de Albert Lortzing pour le Tiroler Landestheater, puis en 2009 Ariadne auf Naxos de Richard Strauss pour l'Opéra Royal de Wallonie et l'Opéra de Monte-Carlo, en 2010 Norma de Vincenzo Bellini pour l'Opéra National de Moldavie, Cosi fan Tutte de Mozart à Vienne, en 2011 La Voix humaine de Francis Poulenc et L'Heure espagnole de Maurice Ravel pour le Nationale Reisopera de Hollande.
En 2008, il remplace au pied levé le chef d'orchestre indisposé dans la production de Aida de Verdi à Johannesburg avec l'Orchestre Philharmonique. C'est le départ d'une carrière de chef d'orchestre. Il a dirigé depuis en 2009 l'Orchestre Sinfonia Varsovia et l'Ensemble Vocal de Lausanne dans le Requiem de Gabriel Fauré), la Philharmonie des Nations en 2010 dans les Variations Enigma de Elgar et dans Wagner, en 2001 l'Orchestre National de Lorraine dans la Messe de Sainte Cécile de Gounod ainsi que dans les Music Makers de Elgar ou le Requiem de Fauré. Il a été le directeur artistique du Festival d'Évian entre 2001 et 2013. Ce festival (Escales Musicales d'Evian) a produit des concerts symphoniques dans la salle dite La Grange au Lac.

## Mises en scène
- 2016 : Richard Strauss : Ariadne auf Naxos (Strauss) - Enschede - Nationale Reisopera Holland. Mise en scène[5] : Laurence Dale - Direction musicale : Antonio Fogliani - Décors et costumes : Gary McCann - Lumières : Thomas Hase - Vidéos : Thomas Bergmann - Chorégraphie : Sjoerd Vreugdenhil - Distribution : Stefan Kurt Reiter (der Haushofmeister/Dion) - Ross Ramgobin (ein Musiklehrer) - Karin Strobos (der Komponist) - Martin Homrich (der Tenor/Bacchus) - Jacques de Faber (ein Offizier) - Christian Baumgärtel (ein Tanzmeister) - Arman Isleker (ein Perückenmacher/Lakai) - Jennifer France (Zerbinetta) - Soojin Moon (Primadonna/Ariadne) - Rafael Fingerlos (Harlekin) - Michael Smallwood (Scaramuccio) - João Fernandes (Truffaldin) - Pascal Charbonneau (Brighella) - Caroline Cartens (Najade) - Anna Traub (Dryade) - Hildur Hafstad (Echo)
- 2016 : Georg Friedrich Haendel : Agrippina - Brisbane Baroque[6]. Mise en scène : Laurence Dale - Direction musicale : Erin Helyard - Décors : Tom Schenk - Costumes : Robby Duiveman - Distribution : Ulrike Schneider (Agrippina) - Carlo Vistoli (Ottone) - Russell Harcourt (Nerone) - João Fernandez (Claudio) - Owen Willetts (Narciso) - Ross Ramgobin (Pallante) - Ronaldo Steiner (Lesbo)
- 2015 : Giacomo Puccini : Madame Butterfly - Enschede - Nationale Reisopera Holland[7]. Mise en scène : Laurence Dale - Direction musicale : Timothy Henty - Décors et Costumes : Gary McCann - Lumières : Thomas Hase - Mise en mouvement : Sjoerd Vreugdenhil - Distribution : Qiù Lin Zhang (Suzuki) - Roderick Williams (Sharpless) - Darren Jeffery (Lo Zio Bonzo) - Lodewijk Meeuwsen (Yakusidé) - Ruth Willemse (Kate Pinkerton) - Robert Burt (Goro, nakodo) - Vitali Rozynko (Il Commissario Imperiale) - Annemarie Kremer (Cio-Cio San) - Eric Fennell (B. F. Pinkerton) - Peter Brathwaite (Il Principe Yamadori) - Niels Kuipers (L'Ufficiale del Registro)
- 2015 : Georg Friedrich Haendel : Agrippina - Internationale Händel Festspiele Göttingen. Mise en scène : Laurence Dale - Direction musicale : Laurence Cummings - Décors : Tom Schenk - Costumes : Robby Duiveman - Distribution : Ulrike Schneider (Agrippina) - Christopher Ainslie (Ottone) - Jake Arditti (Nerone) - Ida Falk Winland (Poppea) - João Fernandes (Claudio) - Owen Willets (Narciso) - Ross Ramgobin (Pallante) - Ronaldo Steiner (Lesbo)
- 2014 : Ludwig van Beethoven : Fidelio - Dorset Opera[8]. Mise en scène : Laurence Dale - Direction musicale : Phillip Thomas - Décors : Steve Howell - Costumes : Gabriella Ingram - Lumières : Charlie Morgan Jones - Distribution : Florestan (Jonathan Stoughton) - Leonore (Lee Bisset) - Rocco (Gary Jankowski) - Marzelline (Johane Ansell) - Jaquino (Tyler Clarke) - Don Pizarro (Mark S Doss) - Don Fernando (András Palerdi) - Premier Prisonnier (Thomas Kinch) - Second Prisonnier (Jean-Loup Pagésy)
- 2013 : Gioacchino Rossini : Le Barbier de Séville[9] - Enschede - Nationale Reisopera Holland[10]. Mise en scène : Laurence Dale - Direction musicale : Antonino Fogliani - Décors et Costumes : Gary McCann - Lumières : Bas Berensen - Mise en mouvement : Sjoerd Vreugdenhil - Distribution : Mark Milhofer (Il conte d'Almaviva) - Peter Bording (Figaro) - Nicholas Crawley (Don Basilio) - Karin Strobos (Rosina) - Bruno Praticò (Dottore Bartolo) - Bora Balci (Fiorello) - Zinzi Fohwein/Sonja Volten/Ruth Willemse (Berta).
- 2013 : Henry Purcell : Didon et Énée (Dido and Aeneas)[11] - Festival de Musique Ancienne d'Innsbruck - Mise en scène : Laurence Dale - Direction Musicale : Piers Maxim - Distribution : Natalia Kawalek-Pewniak (Dido) - Edward Grint (Aeneas) - Sophie Junker (Belinda) - Jake Arditti (Spirit/Mercury) - Einat Aronstein (Handmaid) - Jeffrey Francis (Sailor) - Aurélie Franck - Danielle Rohr.
- 2013 : John Blow : Venus and Adonis - Festival de Musique Ancienne d'Innsbruck - Mise en scène : Laurence Dale - Direction Musicale : Piers Maxim - Distribution : Daria Telyatnikova (Vénus) - Edward Grint (Adonis) - Jake Arditti (Cupid) - Einat Aronstein (Shepherdess) - Jeffrey Francis (Shepherd).
- 2012 : Johann Strauss : La Chauve-Souris - Den Norske Opera (Opéra de Norvège)[12]. Mise en scène : Laurence Dale - Décors et Costumes : Gary McCann - Lumières : Dominique Borini - Chœur et Orchestre de l'Opéra de Norvège - Direction musicale : Alexander Joël - Tobias Ringborg - Terje Boye Hansen - Rune Bergmann - Distribution : Jonas Degerfeld, Nils Harald Sodal (Gabriel von Eisenstein) - Solveig Kringlebotn, Ragnhild Heiland, Birgitte Christensen (Rosalinde) - Daniel Johansson, Thor Inge Falch (Alfred) - Mari Eriksmoen, Eir Inderhaug, Lina Johnson (Adele) - Espen Langvik, Mads Wighus, Jorgen Backer (Dr. Falke) - Hege Hoisaeter, Lydia Moellenhoff (Prince Orlovsky) - Svein Erik Sagbräten, Hallvar Djupvik (Dr. Blind) - Frida Johansson, Maren Myrvold (Ida) - Finn Schau (Frosch) - Filip Stav Amundsen (Ivan).
- 2011 : Maurice Ravel : L'Heure espagnole - Enschede - Nationale Reisopera Holland[13]. Mise en scène : Laurence Dale - Décors : Gary McCann - Costumes : Fabio Toblini - Lumières : Chris Davey - Direction musicale : Patrick Davin - Distribution : Marie-Ange Todorovich (Concepción) - Craig Verm (Ramiro) - Erik Silk (Gonzalve) - Philippe Kahn (Don Iñigo Gomez) - Steven Tharp (Torquemada).
- 2011 : Francis Poulenc : La Voix humaine - Enschede - Nationale Reisopera Holland[14]. Mise en scène : Laurence Dale - Décors : Gary McCann - Costumes : Fabio Toblini - Lumières : Chris Davey - Direction musicale : Patrick Davin - Distribution : Maria Ewing (Elle).
- 2011 : Gioacchino Rossini : La pietra del paragone - Opera Trionfo Heemstede[15]. Mise en scène : Laurence Dale - Décors et Costumes : Gary McCann - Lumières Alex Brok - Direction musicale : Ivo Meinen - Distribution : Willem de Vries (Il Conte Asdrubale) - Eva Kroon (La Baronessa Aspasia) - Anna Traub (La Marchesa Clarice) - Nicola Mills (La Donna Fulvia) - Ludovic Provost (Macrobio) - Sebastien Romignon Ercolini (Il Cavaliere Giocondo) - Job Hubatka (Pacuvio) - Arman Isleker (Fabrizio).
- 2010 : Vincenzo Bellini : Norma - Moldavian National Opera, Chisinau. Mise en scène : Laurence Dale - Décors et Costumes : Gary McCann - Distribution : Annemarie Kremer (Norma) - Allison Cook (Adalgisa) - Gianluca Zampieri (Pollione)
- 2010 : Wolfgang Amadeus Mozart : Cosi fan tutte - Musik Theater Schönbrunn. Mise en scène : Laurence Dale - Direction musicale : Vincent de Kort - Distribution : Ariana Strahl, Lorena Espina, Alexander Puhrer, Tibor Szappanos, Mirjam Neururer, Anna Siminska, Marcus Niedermeyer
- 2009 : Richard Strauss : Ariadne auf Naxos - Opéra royal de Wallonie. Mise en scène : Laurence Dale - Décors : Bruno Schwengl - Costumes : Bruno Schwengl - Lumières : Christophe Chaupin - Chorégraphie : Daniel Estève - Direction musicale : Patrick Davin - Edouard Rasquin - Distribution : Monique MacDonald (Ariadne) - Janez Lotric (Bacchus) - Daniela Fally (Zerbinetta) - Roger Joakim (Harlekin) - Giuseppina Piunti (Komponist) - Oliver Zwang (Musikleher) - Enrico Casari (Brighella) - Pietro Picone (Scaramuccio) - Martin Turba (Truffaldino) - Martin Turba (Haushofmeister) - Patrick Delcour (Lakai) - Kelebogile Boikano (Echo) - Priscille laplace (Nayade) - Federica Carnevale (Dryade).
- 2008 : Albert Lortzing : Zar und Zimmermann - Tiroler Landestheater. Mise en scène : Laurence Dale - Décors : Harmut Schärghofer - Costumes : Fabio Toblini - Direction musicale : Nikolaus Netzer
- 2008 : Giuseppe Verdi : Aida - Opera Africa, Johannesburg. Mise en scène : Laurence Dale - Décors : Dipu Gupta - Costumes : Andrew Werster - Lumières : Decan Randall - Direction musicale : Vincent de Kort - Distribution : Indra Thomas (Aïda) - Violina Anguelov (Amneris) - Kelebogile Boïkano (Prêtresse) - Stéfan Louw (Radames) - Ntsikelelo Mali (Amonasro) - Otto Maidi (Ramfis).
- 2007 : Jacques Offenbach : Les Contes d'Hoffmann - Nationale Reisopera Holland. Mise en scène : Laurence Dale - Décors : Yannis Thavoris - Costumes : Fabio Toblini - Lumières : Decian Randall - Chorégraphie : Daniel Esteve - Direction musicale : William Lacey - Distribution : Gordon Gietz (Hoffmann) - Sally Silver (Olympia/Antonia/Giulietta) - Franco Pomponi (Lindorf/Coppelius/Miracle/Dapertutto) - Harry Spalanzani (Nichols) - Steven Tharp (Andres/Coccinelle/Franz/Pitichinaccio) - Jacques Does (Crespel) - Mattijs van der Woerd (Schlemil) - Elisabeth Sikora (Mère d'Antonia).
- 2007 : Opera Extravaganza - Opera Africa. Mise en scène : Laurence Dale.
- 2006 : Vincenzo Bellini : I Capuleti e i Montecchi - Opera Africa. Mise en scène : Laurence Dale.
- 2006 : Wolfgang Amadeus Mozart : Don Giovanni - Vlaams Radio Orkest in Amsterdam Concertgebouw. Mise en scène : Laurence Dale - Direction musicale : Vincent de Kort.
- 2006 : Richard Strauss : Ariadne auf Naxos - Opéra de Monte-Carlo. Mise en scène : Laurence Dale - Décors : Bruno Schwengl - Costumes : Bruno Schwengl - Lumières : Dominique Borini - Chorégraphie : Daniel Estève - Direction musicale : Lawrence Foster - Distribution : Soile Isokowski (Ariadne) - Thomas Rolfe Truhitte (Bacchus) - Marlis Petersen (Zerbinetta) - Robert Bork (Musikleher) - Christian Baumgärtel (Scaramuccio) - Martin Snell (Truffaldino) - Waldemar Kmentt (Haushofmeister) - Olivier Ringelhahn (Tanzmeister) - Mattijs van der Woerd (Lakai) - Hendrike Jacob (Nayade) - Maria Soulis (Dryade).
- 2005 : Florian Leopold Gassmann : L'Operia Seria - Enschede - Nationale Reisopera Holland. Mise en scène : Laurence Dale - Décors : Yannis Thavoris - Costumes : Fabio Toblini - Lumières : Dominique Borrini - Direction musicale : Jan Willem de Vriend.
- 2004 : Giacomo Meyerbeer : Les Huguenots - Opéra-théâtre de Metz. Mise en scène : Laurence Dale - Décors : Eric Chevalier - Costumes : Dominique Burté - Lumières : Patrice Willaume - Direction musicale : Jeremy Silver - Distribution : Rockwell Blake (Raoul) - Sally Silver (Marguerite) - Alketa Cela (Valentine) - Hjördie Thébault (Urbain) - Jean-Philippe Marlière (Saint-Bris) - Ivan Ludlow (Nevers) - Philippe Kahn (Marcel).
- 2003 : Daniel Auber : Gustave III ou Un bal masqué - Opéra-théâtre de Metz. Mise en scène : Laurence Dale - Décors : Hartmut Schörghofer - Costumes : Katrin Köhler - Lumières : Dominique Borini - Direction musicale : Jacques Mercier - Chœur, Ballet et Orchestre de l'Opéra de Metz - Distribution : Marc Laho (Gustave III) - Georgia Jarman (Amélie) - Didier Henry (Ankastrom) - Patrizia Patelmo (Mme Arvedson) - Cécile de Boever (Oscar) - Paul Kirby (Christian) - Philippe Casado (Ribbing) - Guillaume Antoine (Dehorn).
- 2003 : Franz Lehár : Le Comte de Luxembourg - Lehár Festival, Bad Ischl. Mise en scène Laurence Dale
- 2002 : Darius Milhaud : Les Malheurs d'Orphée - Gotham Chamber Opera. Mise en scène : Laurence Dale - Décors : Dipu Gupta - Costumes : Fabio Toblini - Lumières : Allen Hahn - Direction musicale : Neal Goren - Distribution : David Adam Moore (Orphée) - Patricia Johnson (Eurydice) - Lawrence Bianco (Blacksmith) - Terence Murphy (Cartwright) - Andrew Martens (Basketmaker).
- 2002 : Henry Purcell : Dido and Æneas - Gotham Chamber Opera. Mise en scène : Laurence Dale - Décors : Dipu Gupta - Costumes : Fabio Toblini - Lumières : Allen Hahn - Direction musicale : Neal Goren - Distribution : Camelia Johnson (Dido) - David Adam Moore (Aeneas) - Patricia Johnson (Belinda) - Tiffany Regal (Sorceress).
- 2002 : Franz Lehár : Le Pays du sourire - Salzburger Landestheater. Mise en scène : Laurence Dale - Décors : Hartmut Schörghofer - Costumes : Katrin Köhler - Lumières : Dominique Borrini - Direction musicale : Prof. Bauer-Theussel.
- 2001 : Thomas Adès : Powder her Face - Angers Nantes Opéra. Mise en scène : Laurence Dale - Décors : Tom Schenk - Direction musicale : John Burdekin - Distribution - Sally Silver. Valdine Anderson. Andreas Jaeggi. Martin Snell.
- 2000 : Joseph Haydn : L'Incontro Improvviso - Haydn Festival Eisenstadt. Mise en scène : Laurence Dale - Décors : Hartmut Schärghofer - Lumières Andreas Graeter - Direction musicale : Ádám Fischer. - Distribution : Eteri Lamoris-Rezia, Steven Cole, Ivan Ludlow.
- 2000 : Franz Lehár : Le Tsarévitch - Lehár Festival, Bad Ischl. Mise en scène : Laurence Dale

## Direction artistique
Direction artistique du Festival d'Evian Escales Musicales de 2001 à 2013. Les Escales Musicales d'Évian-les-Bains sont des journées de musique classique qui ont lieu tous les ans à la Pentecôte. Ce rendez-vous musical a succédé au festival d'Evian créé en 1976, initialement intitulé Jeunes Musiciens sans Frontières, puis Rencontres Musicales présidées par Mstislav Rostropovitch et dirigées par Hervé Corre de Valmalète. Ce n'est qu'en 2001 que l'appellation Escales Musicales s'est imposée. Les concerts réunissent chaque année un orchestre symphonique et des solistes renommés dans la salle de concerts qui surplombe le Lac Léman : La Grange au Lac construite par Patrick Bouchain en six mois au cours de l'hiver 1992-1993 (construction réalisée en lattes de cèdre rouge, plafond recouvert d'écailles d'aluminium, six lustres en cristal de Murano et de Bohême).

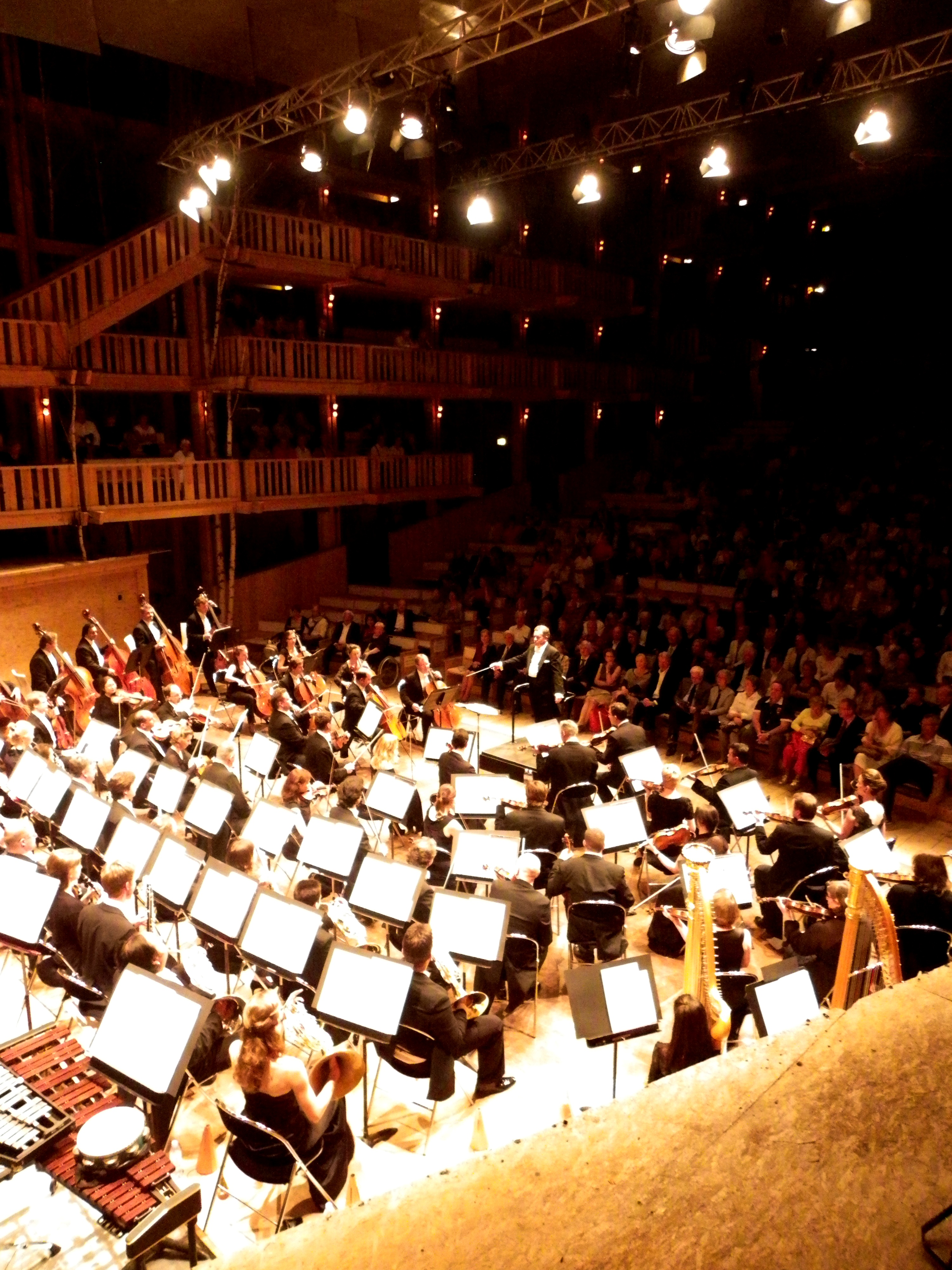
Escales Musicales - Grange au Lac 2012.

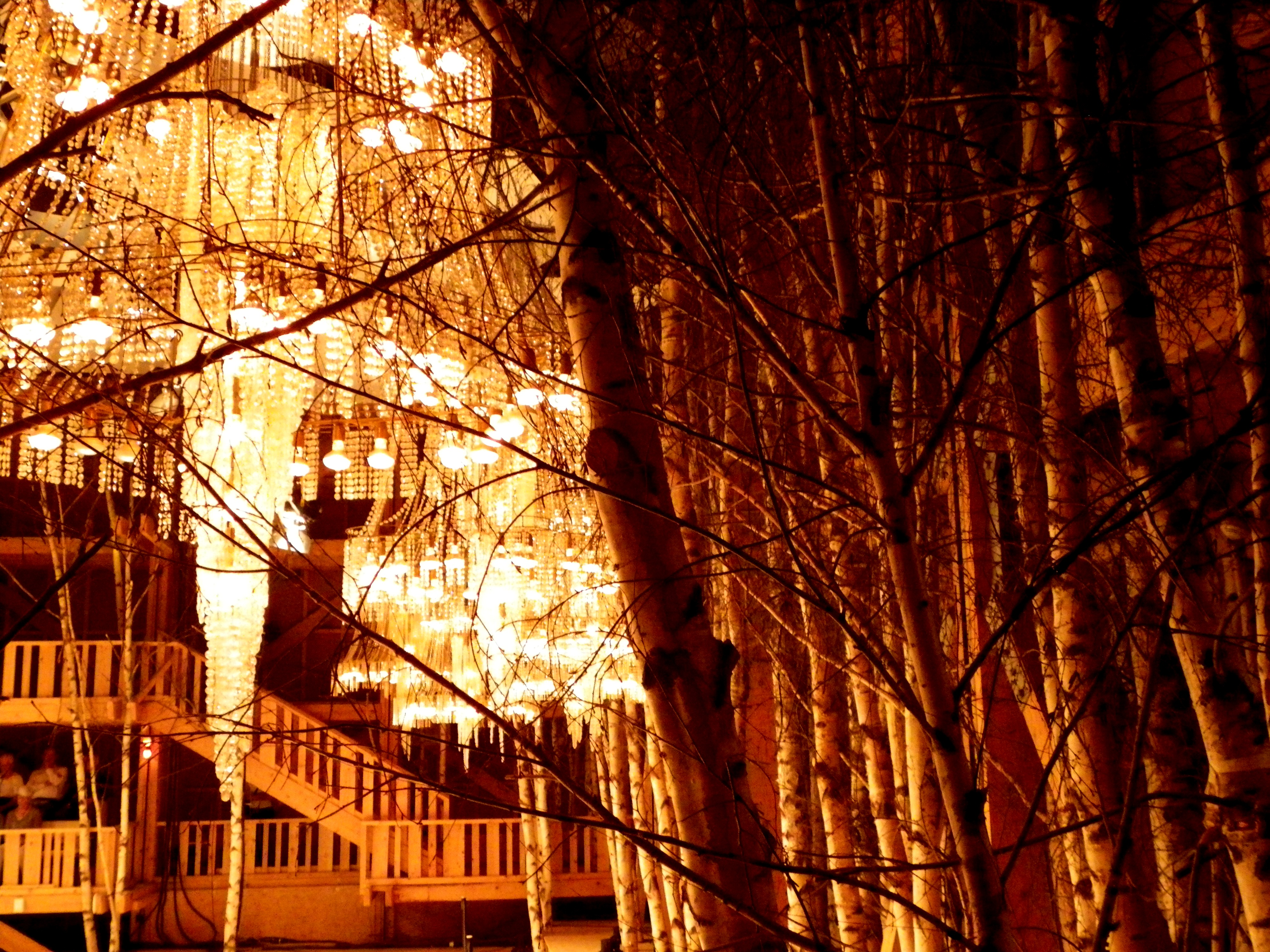
Grange au Lac - Evian.

- Escales Musicales - Grange au Lac 2013 :
  - Evian Festival Orchestra (direction : Laurence Dale)
    - Joseph Phibbs : Datcha Savoyarde - Evian Variations (2013)
    - Richard Wagner : Tannhäuser (Acte II - Dich Teure Halle), Tristan et Isolde (Prélude et Liebestod), Lohengrin (Acte III - Prélude)
    - Giuseppe Verdi : Ouverture de la Force du Destin, "Pace, pace mio Dio" (soprano : Annemarie Kremer)
    - Giuseppe Verdi : Le Trouvère : "D'amor sull'ali rosee" (soprano : Annemarie Kremer)
    - Benjamin Britten : Young Person's Guide to the Orchestra

  - Claude Bolling and Friends
    - Claude Bolling (direction et piano), Pierre Schirrer (Saxophone et flûte), Michel Delakian (trompette), Pierre Maingourd (contrebasse), Vincent Cordelette (batterie), Faby Médina (chanteuse), Marc Thomas (chanteur)

  - Evian Festival Orchestra (direction : Laurence Dale)
    - Edward Elgar : Cockaigne Overture
    - Robert Schumann : Concerto pour Violoncelle (Maxim Beitan)
    - Robert Schumann : 4e Symphonie
- Escales Musicales - Grange au Lac 2012[4] :
  - Evian Festival Orchestra (direction : Laurence Dale)
    - Richard Wagner : Ouverture des Maîtres Chanteurs
    - Sergueï Rachmaninov : 2e Concerto pour piano (François Weigel)
    - Edward Elgar : 2e Symphonie

  - Li Biao and Friends
    - From Johann Sebastian Bach to Future

  - Evian Festival Orchestra (direction : Vincent de Kort)
    - Sergueï Prokofiev : Roméo et Juliette
    - Sergueï Rachmaninov : 3e Concerto pour piano (Nicolaï Tokarev)
    - Dmitri Chostakovitch : 10e Symphonie
- Escales Musicales - Grange au Lac 2011 :
  - Orchestre de Chambre de Vienne (direction : Stefan Vladar)
    - Wolfgang Amadeus Mozart : Ouverture des Noces de Figaro
    - Luigi Otto : Concerto pour trompette
    - Wolfgang Amadeus Mozart : Ouverture de la Finta Giardiniera
    - Joseph Haydn : Concerto pour trompette
    - Ludwig van Beethoven : 6e Symphonie (Pastorale)

  - Otto Sauter and friends (Dominic Miller, Pablo Escayola, Mike Lindup
  - Chœur et Orchestre de l'Opera national de Lorraine (direction : Laurence Dale)
    - Charles Gounod : Messe Solennelle en l'Honneur de Sainte Cécile (avec chœur et orchestre)
    - Charles Gounod : Domine Salvum (Prière de l'Église, Prière de l'Armée, Prière de la Nation)
    - Edward Elgar : The Music Makers (Symphonie chorale pour mezzo, chœur et orchestre)
    - Edward Elgar : Coronation Ode no 7 - Land of Hope and Glory (Soprano : Anne-Marie Kremer, Mezzo : Allison Cook, Ténor : Gianluca Zampieri, Baryton : Craig Verm).
- Escales Musicales - Grange au Lac 2010 :
  - Philharmonie des Nations (direction : Laurence Dale
    - Richard Wagner : Ouverture de Tannhäuser
    - Johannes Brahms : Variations sur un Thème de Haydn
    - Edward Elgar : Variations Enigma

  - Philharmonie des Nations (direction : Justus Franz)
    - Antonin Dvořák : Concerto pour violoncelle (Laszlo Fenyo)
    - Johannes Brahms : 4e Symphonie

  - Orchestre National d'Ile de France (direction : Yoel Levi)
    - Alexandre Borodine : Danses polovtsiennes
    - Piotr Ilitch Tchaïkovsky : Concerto pour piano et orchestre
    - Modeste Moussorgski : Tableaux d'une exposition
- Escales Musicales - Grange au Lac 2009 :
  - Sinfonia Varsovia - Ensemble Vocal de Lausanne (direction : Laurence Dale)
    - Franz Lehár : Suite de l'Opérette Le Comte de Luxembourg
    - Richard Wagner : Siegfried Idylle
    - Gioachino Rossini : Ouverture de Guillaume Tell
    - Gabriel Fauré : Requiem (soprano: Kelebogile Boikanyo, baryton : Mathieu Abelli, orgue : Engeli Le Roux)

  - Sinfonia Varsovia (direction : Vincent de Kort)
    - Georges Bizet : 2 Suites pour orchestre
    - Gustav Mahler : 4e Symphonie en sol majeur (soprano : Kelebogile Boikanyo)

  - Les Musiciens du Louvre (direction : Marc Minkowski)
    - Joseph Haydn : Symphonies no 103 en mib majeur (Roulement de Timbales), no 98 en sib majeur, no 100 en sol majeur (Militaire)
- Escales Musicales - Grange au Lac 2008 :
  - Ensemble Orchestral de Paris (direction : John Nelson)
    - Franz Schubert : Symphonie no 8 ("Inachevée")
    - Wolfgang Amadeus Mozart : Concerto pour Clarinette et Orchestre en la majeur KV 622 (clarinette : Paul Meyer)
    - Georges Bizet : Symphonie en ut majeur

  - Orchestre de Chambre de Bâle (violon et direction : Thomas Zehetmair)
    - Piotr Ilitch Tchaikovski : Symphonie no 1 op. 13 ("Rêves d'Hiver")
    - Tchaikovski : Concerto pour violon

  - Orchestre Symphonique de Zürich (direction : Vincent de Kort)
    - Wagner : Ouverture des Maîtres Chanteurs de Nüremberg
    - Strauss : Les quatre derniers Lieder (soprano : Malin Bystrom)
    - Richard Wagner : Prélude et Mort d'Iseult
    - Richard Strauss : Mort et Transfiguration
- Escales Musicales - Grange au Lac 2007 :
  - Sinfonia Varsovia (direction : Alain Altinoglu)
    - Antonio Vivaldi : Stabat Mater (soprano : Nora Gubisch)
    - Ottorino Respighi : Il Tramonto
    - Georges Bizet : Air de Carmen
    - Jacques Offenbach : Air de la Périchole
    - Samuel Barber : Adagio pour Cordes
    - Piotr Ilitch Tchaïkovsky : Sérénade pour Cordes

  - Sinfonia Varsovia (direction : Jérémy Silver)
    - Wolfgang Amadeus Mozart : Symphonie no 40 en sol mineur KV 550
    - Wolfgang Amadeus Mozart : Concerto pour piano et orchestre no 21 (piano : Elvira Madigan)
    - Sergueï Prokofiev : Symphonie Classique
    - Dmitri Chostakovitch : Concerto pour piano, trompette et cordes (piano : John Lenehan, trompette : Jakub Waszczeniuk)

  - Les Talents Lyriques (direction : Christophe Rousset)
    - Giovanni Battista Pergolesi : Stabat Mater (soprano : Marie Arnet, mezzo : Patricia Bardon)
    - Georg Friedrich Haendel : Gloria, Water Music, Suite no 2, Il Pianto di Maria
- Escales Musicales - Grange au Lac 2006 :
  - Ensemble Orchestral de Paris (direction : John Nelson)
    - Ludwig van Beethoven : Ouverture d'Egmont
    - Johannes Brahms : Concerto pour violon et orchestre (violon : Laurent Korcia)
    - Ludwig van Beethoven : 5e Symphonie

  - Ensemble Orchestral de Paris (direction : John Nelson)
    - Ludwig van Beethoven : Ouverture de Coriolan
    - Johannes Brahms : Double Concerto (violon : Laurent Korcia, violoncelle : Alexandre Kniazev)
    - Ludwig van Beethoven : 7e Symphonie

  - Laurent Korcia
    - Danses de Maurice Ravel, Stéphane Grappelli, Zino Francescatti, Astor Piazzolla (piano : David Bismuth, cymbalum : Valériu Cascaval)
- Escales Musicales - Grange au Lac 2005 :
  - Barbara Hendricks, (piano : Love Dervinger)
  - Les Petits Chanteurs de Saint Marc, direction : Nicolas Porte
  - Opera Fuoco, direction : David Stern
    - Wolfgang Amadeus Mozart : Ouverture de Don Giovanni
    - Wolfgang Amadeus Mozart : Symphonie n°39, Concerto pour violon en sol majeur (violon : Renaud Capuçon)
- Escales Musicales - Grange au Lac 2004 :
- Escales Musicales - Grange au Lac 2003 :
- Escales Musicales - Grange au Lac 2002 :
  - Ensemble Les Paladins (direction : Jérôme Correas)
    - Antonio Vivaldi : Concerto pour violon et orchestre La tempesta di mare (violon : Nicolas Mazzoleni), Motet pour soprano et orchestre In Fuore
    - Georg Friedrich Haendel : Cantate pour soprano, chœur et orchestre Donna che in ciel (soprano : Anna-Maria Panzarella)

  - Orchestre de la Suisse romande (direction : Pinchas Steinberg)
    - Leonard Bernstein : Ouverture de Candide, On the Town, West Side Story
    - George Gershwin : Porgy and Bess (soprano : Marlis Petersen, baryton : Tence Murphy)
    - George Gershwin : Rhapsody in Blue (piano : François Weigel)

  - Nelson Freire
    - Jean-Sébastien Bach : Fantaisie chromatique et Fugue en ré mineur BWV 903
    - Robert Schumann : Carnaval opus 9
    - Claude Debussy : Les Colinnes d'Anacapri, Soirée dans Grenade, Poissons d'or
    - Frédéric Chopin : 3e Sonate en si mineur opus 58

  - Compagnie Raghunath Manet
    - Danse et Musique du Sud de l'Inde

## Discographie
- Airs d'opéras Français - Orchestre lyrique et symphonique de Nancy. Direction : Kenneth Montgomery - Harmonia Mundi
- Daniel-François-Esprit Auber : Gustave III (avec Brigitte Lafon, Roger Pujol, Rima Tawill, Gilles Dubernet, Christian Treguier, Valérie Marestin). Direction : Michel Swierczewski
- Francesco Cavalli : La Didonne - avec Yvonne Kenny, Judith Howarth, Hilary Summers, Hans Jörg Mammel, Kwangchul Youn, Alexander Plust, Chœur et Ensemble Balthasar-Neumann (de). Direction : Thomas Hengelbrock - DHM Deutsche Harmonia Mundi
- Ernest Chausson : La Légende de Sainte Cécile - Ensemble Orchestral de Paris & Chœur de Radio France. Direction : Jean-Jacques Kantorow - EMI Classics
- François-Adrien Boïeldieu : Le Calife de Bagdad (avec Lydia Mayo, Joelle Michelini, Claudine Cheriez, Huw Rhys-Evans) - Chœur et Orchestre Camerata de Provence. Direction : Antonio de Almeida
- Charles Gounod : Messe Solennelle de Sainte Cécile (avec Barbara Hendricks et Jean-Philippe Lafont) - Nouvel Orchestre Philharmonique et Chœur de Radio France. Direction : Georges Prêtre - EMI Classics
- Claude Debussy : Rodrigue et Chimène (avec Donna Brown, José Van Dam, Jules Bastin, Gilles Ragon, Jean-Paul Fouchécourt, Vincent Le Texier) - Orchestre et Chœur de l'Opéra de Lyon. Direction : Kent Nagano. Erato - Musifrance - Radio France
- Arthur Honegger : Le Roi David (avec Daniel Mesguich, Alessandra Marc (en), Sylvie Sullé) - Chœur du Festival de Saint Denis, Orchestre National de Lille. Direction : Jean-Claude Casadesus. EMI Classics
- Albert Ketèlbey : Sur un Marché Persan (avec Michael Reeves) - Ambrosian Singers and the London Promenade Orchestra. Direction : Alexander Faris (en). Philips
- Etienne Méhul : Le Chant du Départ (avec Frédéric Vassar, René Massis, Brigitte Lafon, Philippe Jorquera, Antoine Normand, Philippe Pistole, Natalie Dessay) - Direction : Claude Bardon
- Claudio Monteverdi : Orfeo (avec Efrat Ben-Nun, Jennifer Larmore, Paul Gerimon, Bernarda Fink, Harry Peeters, Andreas Scholl, Nicolas Rivenq) - Concerto Vocale. Direction : René Jacobs. WDR Harmonia Mundi[16]
- Wolfgang Amadeus Mozart : Messe de Requiem (avec Edith Wiens (de), Dame Felicity Lott, Della Jones, Keyth Lewis, Willard White, Robert Lloyd). Chœur philharmonique de Londres (en) et Orchestre philharmonique de Londres. Direction : Franz Welser-Möst. Label : Warner Classics
- Henry Purcell : The Fairy Queen (avec Barbara Bonney, Elisabeth von Magnus, Sylvia McNair, Michael Chance, Robert Holl, Anthony Michaels-Moore (en)) - Arnold Schoenberg Chor & Concentus Musicus Wien dirigé par : Nikolaus Harnoncourt. TELDEC
- Gioachino Rossini : Maometto Secondo (avec June Anderson, Margarita Zimmermann, Ernesto Palacio, Samuel Ramey) - Ambrosian Opera Chorus, Orchestre Philharmonia. Direction : Claudio Scimone. Philips
- Albert Roussel : Padmâvatî (avec Marilyn Horne, Nicolai Gedda, José van Dam, Jane Berbié, Charles Burles) - Orchestre du Capitole de Toulouse. Direction : Michel Plasson - EMI Classics

## DVD
- La Tragédie de Carmen. Film de Peter Brook d'après Georges Bizet, Prosper Mérimée, Meihlac et Halévy (avec Hélène Delavault, Zehava Gal (en), Eva Saurova). Adaptation de Marius Constant, Jean-Claude Carrière, Peter Brook. Direction musicale : Marius Constant. EMI
- Roméo et Juliette d'Hector Berlioz, avec Nora Gubisch, Michele Pertusi, le Chœur de l'Orchestre de Paris (direction Arthur Oldham) et l'Orchestre des jeunes de l'Union européenne placés sous la direction de Sir Colin Davis[17].
- Francis Poulenc : Dialogues des Carmélites (avec Anne-Sophie Schmidt, Nadine Denize, Patricia Petitbon, Brigitte Fassbaender, Didier Henry). Mise en scène de Marthe Keller et Don Kent. Orchestre Philharmonique de Strasbourg. Direction musicale : Jan Latham-Koenig (1999, DVD Opéra du Rhin/Arthaus Musik)
- Étienne Méhul : La Légende de Joseph en Égypte (avec Brigitte Lafon, René Massis, Natalie Dessay, Frédéric Vassar, Philippe Jorquera, Jezable Carpi, Abbi Patrix) - Ensemble vocal Intermezzo, Orchestre de Picardie. Direction musicale : Claude Bardon. Adaptation, mise en scène et réalisation : Pierre Jourdan (Théâtre impérial de Compiègne novembre 1989, DVD Harmonia Mundi/Encore)
- Gioachino Rossini : La Cenerentola (avec Kathleen Kuhlmann, Laura Zannini, Marta Taddei, Claudio Desderi, Alberto Rinaldi, Roderick Kennedy) - Mise en scène : John Cox. Glyndebourne Festival Opera. Direction musicale : Donato Renzetti
- Giuseppe Verdi : Falstaff (avec José van Dam, William Stone, Barbara Madra, Livia Budai) - Mise en scène Lluis Pasqual. Théâtre Royal de la Monnaie de Bruxelles. Direction musicale Sylvain Cambreling.
- Irène Aïtoff : La Grande Demoiselle (avec Gabriel Bacquier, Jane Berbié, Teresa Berganza, Elizabeth Cooper, Hélène Delavault, Mireille Delunsch, Sylvie De May, Thierry Félix, Rié Hamada, Meral Jacin, Richard Rittelmann, Manuel Rosenthal). Réalisation Dominique Delouch
- Le Secret d'Offenbach : Une soirée aux Bouffes-Parisiens, de Ottokar Runze (avec Graham Clark, Támás Jordán). Mise en scène : István Szabó. TV 1996
- William S. Gilbert & Sullivan : Princess Ida (avec Frank Gorshin, Neil Howlett, Bernard Dickerson, Richard Jackson). Mise en scène : Dave Heather. TV Movie 1982